# Buddha (álbum)
Buddha es el tercer y último demo de la banda estadounidense Blink-182. Cuando la banda todavía se llama Blink. El álbum fue producido por los integrantes de la banda, y fue lanzado en enero de 1994 por Filter Records. Este álbum fue originalmente grabado en cinta, cuando la banda hacía seis meses que se había creado, durante tres lluviosas noches (como aparece en los créditos del disco) en los Double Time Studios de San Diego, California. La cinta original no tenía título, tan sólo la foto de un Buda en la portada de la cinta.
El casete vendió 150 000 copias mundialmente, del cual 50 000 fueron solo en Estados Unidos. En 1998, el álbum fue remasterizado digitalmente en CD por Kung Fu Records.

## Listado de canciones
Todas las canciones escritas y compuestas por Mark Hoppus, Tom DeLonge y Scott Raynor. 
| Versión original |                        |                    |          |  |
| N.º              | Título                 | Cantante principal | Duración |  |
| 1.               | «Carousel»             | DeLonge            | 2:54     |  |
| 2.               | «T.V.»                 | Hoppus             | 1:41     |  |
| 3.               | «Strings»              | Hoppus             | 2:25     |  |
| 4.               | «Fentoozler»           | Hoppus             | 2:06     |  |
| 5.               | «Time»                 | Hoppus/DeLonge     | 2:49     |  |
| 6.               | «Romeo & Rebecca»      | DeLonge/Hoppus     | 2:34     |  |
| 7.               | «21 Days»              | DeLonge            | 4:02     |  |
| 8.               | «Sometimes»            | Hoppus             | 1:08     |  |
| 9.               | «Degenerate»           | DeLonge            | 2:28     |  |
| 10.              | «Point of View»        | DeLonge            | 1:11     |  |
| 11.              | «My Pet Sally»         | DeLonge            | 1:36     |  |
| 12.              | «Reebok Commercial»    | Hoppus             | 2:36     |  |
| 13.              | «Toast And Bananas»    | DeLonge            | 2:33     |  |
| 14.              | «The Family Next Door» | DeLonge/Hoppus     | 1:47     |  |
| 15.              | «Transvestite»         | DeLonge/Hoppus     | 3:59     |  |
| 35:49            |                        |                    |          |  |

- Nota: las canciones 9, 14 y 15 no aparecieron en la versión remasterizada.

| Versión remasterizada |                                                |                    |          |  |
| N.º                   | Título                                         | Cantante principal | Duración |  |
| 1.                    | «Carousel»                                     | DeLonge            | 2:40     |  |
| 2.                    | «T.V.»                                         | Hoppus             | 1:37     |  |
| 3.                    | «Strings»                                      | Hoppus             | 2:28     |  |
| 4.                    | «Fentoozler»                                   | Hoppus             | 2:03     |  |
| 5.                    | «Time»                                         | Hoppus/DeLonge     | 2:46     |  |
| 6.                    | «Romeo & Rebecca»                              | DeLonge/Hoppus     | 2:31     |  |
| 7.                    | «21 Days»                                      | DeLonge            | 4:01     |  |
| 8.                    | «Sometimes»                                    | Hoppus             | 1:04     |  |
| 9.                    | «Point of View»                                | DeLonge            | 1:11     |  |
| 10.                   | «My Pet Sally»                                 | DeLonge            | 1:36     |  |
| 11.                   | «Reebok Commercial»                            | Hoppus             | 2:35     |  |
| 12.                   | «Toast And Bananas»                            | DeLonge            | 2:26     |  |
| 13.                   | «The Girl Next Door» (Screeching Weasel cover) | Hoppus/DeLonge     | 2:31     |  |
| 14.                   | «Don't»                                        | Hoppus             | 2:26     |  |
| 31:55                 |                                                |                    |          |  |

- Nota: las canciones 13 y 14 no aparecieron en la versión original.
- "Time", "Point of View" y "Reebok Commercial" aparecieron por primera vez en el demo Flyswatter así como también en el segundo demo de la banda.
- "My Pet Sally" apareció por primera vez en el segundo demo de la banda.
- "Carousel", "T.V.", "Strings", "Fentoozler", "Romeo & Rebecca", "Sometimes" y "Toast & Bananas" aparecieron en su álbum debut Cheshire Cat.
- "Degenerate" es la única canción que se incluyó en Dude Ranch, su segundo álbum de estudio.
- El resto son canciones exclusivas de Buddha y no aparecieron en otros álbumes.

## Créditos
- Tom DeLonge - guitarra y cantante
- Mark Hoppus - bajo y cantante
- Scott Raynor - batería